# Marijan Susovski
Marijan Susovski (Zagreb, 1. veljače 1943. – 20. listopada 2003.) je hrvatski povjesničar umjetnosti.
Diplomirao je 1968. i magistrirao 1983. (s temom "Televizijski vizualni dizajn") na Filozofskom fakultetu u Zagrebu. Radio je kao vanjski stručni suradnik Centra za industrijsko oblikovanje, bio poslovni tajnik Društva povjesničara umjetnosti te vanjski stručni suradnik Radio Zagreba za likovnu umjetnost. Od 1972. je kustos, a potom ravnatelj (1983. – 1990.) Galerije suvremene umjetnosti (sada Muzej suvremene umjetnosti). Također je bio voditelj Zbirki donacije Seissel i Richter, ali je i aktivno sudjelovao u radu muzejske zajednice kao član brojnih komisija pri Ministarstvu kulture, član Međunarodnog udruženja kritičara likovnih umjetnosti (AICA), član ICOM-ova komiteta za odnose s javnošću i član Izvršnog odbora ICOM-a.
Istraživao je avangardne i najnovije pojave, posebice dizajn, video i televiziju, u hrvatskoj suvremenoj umjetnosti. Autor je mnogobrojnih tekstova u katalozima, likovnih kritika, problemskih studija i izložbi, pisao je predgovore za kataloge uz izložbe domaćh i stranih umjetnika (Mladen Galić, 1980; Edita Schubert, 1984; Željko Kipke, 1994) i monografije (Josip Seissel, 1997).